# Skepticon
Skepticon es la mayor convención atea del Medio Oeste de los Estados Unidos.
Los conferenciantes están invitados a debates sobre ateísmo, escepticismo y temas relacionados. Se trata de un evento gratuito patrocinado por la iglesia pastafari del estado de Misuri y se realiza en la Universidad Estatal de Misuri

## Ediciones
- 2008 Skeptics (Skepticon 1): con la colaboración de PZ Myers y Richard Carrier como conferenciantes.

### 2009 Skepticon II
- 2009 Skepticon II: con PZ Myers, Richard Carrier, Dan Barker, D. J. Grothe,  Joe Nickell,  Robert M. Price, Victor Stenger, Rebecca Watson y Emily Bradley

También se realizó un debate ese año entre personas expertas, ateas y  cristianas que hablan acerca de la existencia de dios entre otros temas. En 2009 fueron, por la parte atea:
- Richard Carrier - autor de "Sense and Goodness without God"
- Victor Stenger - autor y crítico del diseño inteligente
- J. T. Eberhard - presidente de la iglesia pastafari de Misuri y fundador del evento Skepticon.

Por la parte cristiana fueron:
- Charlie Self - profesor asociado del seminario Asambleas de Dios
- Zachary Manis - profesor de filosofía de la Southwest Baptist University
- Greg Ojakangas - profesor de física de la Drury University

### 2010 Skepticon III
- Dan Barker autor de Godless: How an Evangelical Preacher Became One of America's Leading Atheists
- Richard Carrier autor de Sense and Goodness without God y Not the Impossible Faith
- John Corvino, editor y coautor de Same Sex: Debating the Ethics, Science and Culture of Homosexuality,
- J. T. Eberhard cofundador de Church of the Flying Spaghetti Monster,
- David Fitzgerald, director de la celebración del Día de Darwin, Evolutionpalooza! y el primer festival de cine ateo,
- Debbie Goddard organizador del Center for Inquiry,
- D.J. Grothe presidente de la Fundación Educativa James Randi,
- Amanda Marcotte, autora de It's a Jungle Out There: The Feminist Survival Guide to Politically Inhospitable Environments.
- PZ Myers autor del blog Pharyngula.
- Joe Nickell autor de Detecting Forgery: Forensic Investigation of Documents.
- James Randi autor de varios títulos, entre ellos The Truth About Uri Geller, The Faith Healers, Flim-Flam! y An Encyclopedia of Claims, Frauds, and Hoaxes of the Occult and Supernatural.
- Brother Sam Singleton del canal de YouTube Atheist Evangelist.
- Victor Stenger autor de God: The Failed Hypothesis, Quantum Gods: Creation, Chaos, and the Search for Cosmic Consciousness y The Comprehensible Cosmos.
- Rebecca Watson bloguera de Skepchick.org y The Skeptics' Guide to the Universe y Curiosity, Aroused.
- Greta Christina

En 2010 el debate fue entre ramas del ateísmo y se tituló "Confrontation vs. accommodation" sobre la posición a tomar respecto a la religión
- James Randi
- PZ Myers
- Richard Carrier
- Amanda Marcotte